# Semaeopus masinissa
Semaeopus masinissa là một loài bướm đêm trong họ Geometridae.